# Notozomus jacquelinae
Notozomus jacquelinae är en spindeldjursart som beskrevs av Harvey 2000. Notozomus jacquelinae ingår i släktet Notozomus och familjen Hubbardiidae. Inga underarter finns listade i Catalogue of Life.